# 濟南黃河體育中心
濟南黃河體育中心（Yellow River Sports Center）是一座位於中國山东省济南市的多功能體育綜合設施，目前正在建設中。該綜合設施的核心是一座可容納6萬人的專業足球場，這是山東省繼日照国际足球中心後第二座專業足球場。球場鋼結構的吊裝階段已於2023年1月開始，該項目由中建八局一公司承建，涉及約23,000噸鋼材，預計於2024年底完工。足球場計劃於2025年向公眾開放。
2024年12月6日，足球場屋頂鋼結構主樑的吊裝工作完成，單層網格鋼框架屋頂的建設階段開始。

## 位置
濟南黃河體育中心位於濟南新舊動能轉換區的起始區域，緊鄰黃河。北側是鳳凰路，南側是華河路，西側是黃河大道，東側是黃河生態景觀帶。這個優越的地理位置使其成為黃河流域生態保護和發展的關鍵項目。